# Рафферти, Маркус
Маркус Альбин Джон Рафферти (швед. Marcus Albin John Rafferty; род. 1 октября 2004) — шведский футболист, полузащитник «Хаммарбю».

## Клубная карьера
Является воспитанником «Тулинге», где выступал за молодёжную команду клуба. В 2019 году провёл два матча за основной состав клуба в третьем шведском дивизионе. Затем присоединился к юношеской команде «Хаммарбю». В её составе в сентябре 2021 года принял участие в матче юношеской лиги УЕФА против шотландского «Рейнджерс». Позднее той же осенью получил травму лодыжки, вследствие чего был вынужден пропустить 18 месяцев. С лета 2023 года тренируется с основной командой «Хаммарбю». 3 июля впервые попал в заявку на официальный матч против «Эльфсборга». В этой же игре Рафферти дебютировал в чемпионате Швеции, появившись на поле на 85-й минуте вместо Аугуста Миккельсена.

## Клубная статистика
| Выступление      | Выступление      | Выступление      | Лига | Лига | Кубки | Кубки | Конт. кубки | Конт. кубки | Итого | Итого |
| Клуб             | Лига             | Сезон            | Игры | Голы | Игры  | Голы  | Игры        | Голы        | Игры  | Голы  |
| ---------------- | ---------------- | ---------------- | ---- | ---- | ----- | ----- | ----------- | ----------- | ----- | ----- |
| Тулинге          | Дивизион 3       | 2019             | 2    | 0    | 0     | 0     | 0           | 0           | 2     | 0     |
| Тулинге          | Итого            | Итого            | 2    | 0    | 0     | 0     | 0           | 0           | 2     | 0     |
| Хаммарбю         | Алльсвенскан     | 2023             | 1    | 0    | 0     | 0     | 0           | 0           | 1     | 0     |
| Хаммарбю         | Итого            | Итого            | 1    | 0    | 0     | 0     | 0           | 0           | 1     | 0     |
| Всего за карьеру | Всего за карьеру | Всего за карьеру | 3    | 0    | 0     | 0     | 0           | 0           | 3     | 0     |